# Іґнацув (гміна Блендув)
Іґнацув (пол. Ignaców) — село в Польщі, у гміні Блендув Груєцького повіту Мазовецького воєводства.
Населення — 142 особи (2011).
У 1975-1998 роках село належало до Радомського воєводства.

## Демографія
Демографічна структура станом на 31 березня 2011 року:
|          | Загалом | Допрацездатний вік | Працездатний вік | Постпрацездатний вік |
| -------- | ------- | ------------------ | ---------------- | -------------------- |
| Чоловіки | 71      | 17                 | 49               | 5                    |
| Жінки    | 71      | 12                 | 41               | 18                   |
| Разом    | 142     | 29                 | 90               | 23                   |